# Daragh Walsh
Pour les articles homonymes, voir Walsh.
Daragh Walsh est un joueur international de hockey sur gazon irlandais qui joue au poste de milieu de terrain au Braxgata,.

## Biographie
Daragh est né le 27 août 1997 en Irlande.
Il est sponsorisé par Ritual Hockey.

## Carrière

### En club
Avant de jouer au Braxgata, il a joué en Irlande avec le club de Three Rock Rovers HC,,.

### En équipe nationale
Daragh a fait ses débuts en 2017 dans le cadre d'une série de matchs amicaux face au Pakistan à Lisburn.
En 2018, il a représenté l'Irlande pour concourir à la Coupe du monde 2018 qui s'est tenu à Bhubaneswar,.
En 2019, il a participé aux Finales des Hockey Series masculin 2018-2019 au Touquet-Paris-Plage.
En 2023, il a participé à l'Euro II 2023 à Dublin dans laquelle il a remporté la médaille d'or avec son équipe.

## Palmarès
- : 1er à l'Euro II 2023
- : 2e aux Hockey Series 2018-2019